# Sandra Crouch
Sandra Elaine Crouch (* 1. Juli 1942 in San Francisco; † 17. März 2024 in Northridge) war eine amerikanische Soulmusikerin (Perkussion) und Gospelsängerin und -songwriterin, die mit einem Grammy ausgezeichnet wurde.

## Leben und Wirken
Ihre Eltern gründeten die Christ Memorial Church COGIC im San Fernando Valley. Zusammen mit ihrem Zwillingsbruder Andraé Crouch gründete sie während ihrer Highschoolzeit die Gospelgruppe The Cogics, die 1964 ihre erste Platte „It Will Never Lose Its Power“ bei Simpson Records veröffentlichte. Daneben spielte in den späten 1960er und frühen 1970er Jahren bei einer Reihe von Motown-Aufnahmen in Los Angeles das Tamburin, darunter bei den Jackson 5-Hits „I Want You Back“ und „ABC“ sowie bei Lalo Schifrins Rock Requiem (1971). Sie ist auch auf Aufnahmen von Neil Diamond, Janis Joplin (Pearl), Gabor Szabo, Mongo Santamaría und The Mighty Clouds of Joy zu hören.
The Cogics arbeiteten auch mit Billy Preston und anderen. Bekannt wurde die Gruppe durch den Song „The Blood Will Never Lose Its Power“, der zu einem Klassiker wurde. Gemeinsam mit ihrem Bruder schrieb sie den Song „Jesus is the Answer“, den zahlreiche Musiker coverten. Ihren Song „I’ve Got Confiedence“ interpretierte Elvis Presley. Weiterhin sang sie im Chor von Andraé Crouch und bei dessen Disciples, die mit ihrer Mischung aus Gospel, Rock, Folk, Jazz, Soul und R&B ein breites Publikum erreichten und Hits wie „Soon and Very Soon“, „Bless His Holy Name“ oder „My Tribute (To God Be the Glory)“ hatten.
In den 1980er Jahren startete Crouch eine Solokarriere. Für ihr Debütalbum We Sing Praises gewann sie 1984 einen Grammy Award in der Kategorie „Best Soul Gospel Performance, Female“. 1986 wurde sie gemeinsam mit Jean Johnson für einen Grammy in der Kategorie „Best Soul Gospel Performance, Duo, Group, Chorus or Choir“ sowohl für den Song „Completely Yes“ aus ihrem zweiten Album We're Waiting von 1985 als auch für das Album nominiert. In dieser Kategorie war 1993 auch ihr Album With All of My Heart nominiert. Für dieses Album erhielt sie, ebenso wie für ihr Debütalbum, einen GMA Dove Award. Zudem sang sie für Michael Jackson und 2018 für The Fearless Flyers. Sie trat auch in den Filmen The Color Purple (1985), In Search of Dr. Seuss (1994) und A Time to Kill (1996) auf.
Gemeinsam mit ihrem Bruder Andraé Crouch fungierte sie seit den frühen 1990er Jahren als Pastorin der Christ Memorial Church of God in Christ in Pacoima, Kalifornien; nach dessen Tod setzte sie dort ihre geistliche Arbeit fort. Sie starb am 17. März 2024 im Northridge Hospital an den Folgen einer Bestrahlung wegen einer nicht krebsartigen Hirnläsion.

## Diskographische Hinweise
- We Sing Praises, 1983 (Grammy)
- We're Waiting for You, 1985
- Sandra Crouch, Tramaine Hawkins, Tata Vega, Danniebelle, Shirley Miller, Kristle Murden: Ladies of Gospel, 1987
- With All of My Heart, 1992
- Gospel Legacy, 2008 (Kompilation)